# Zakkenrollerij

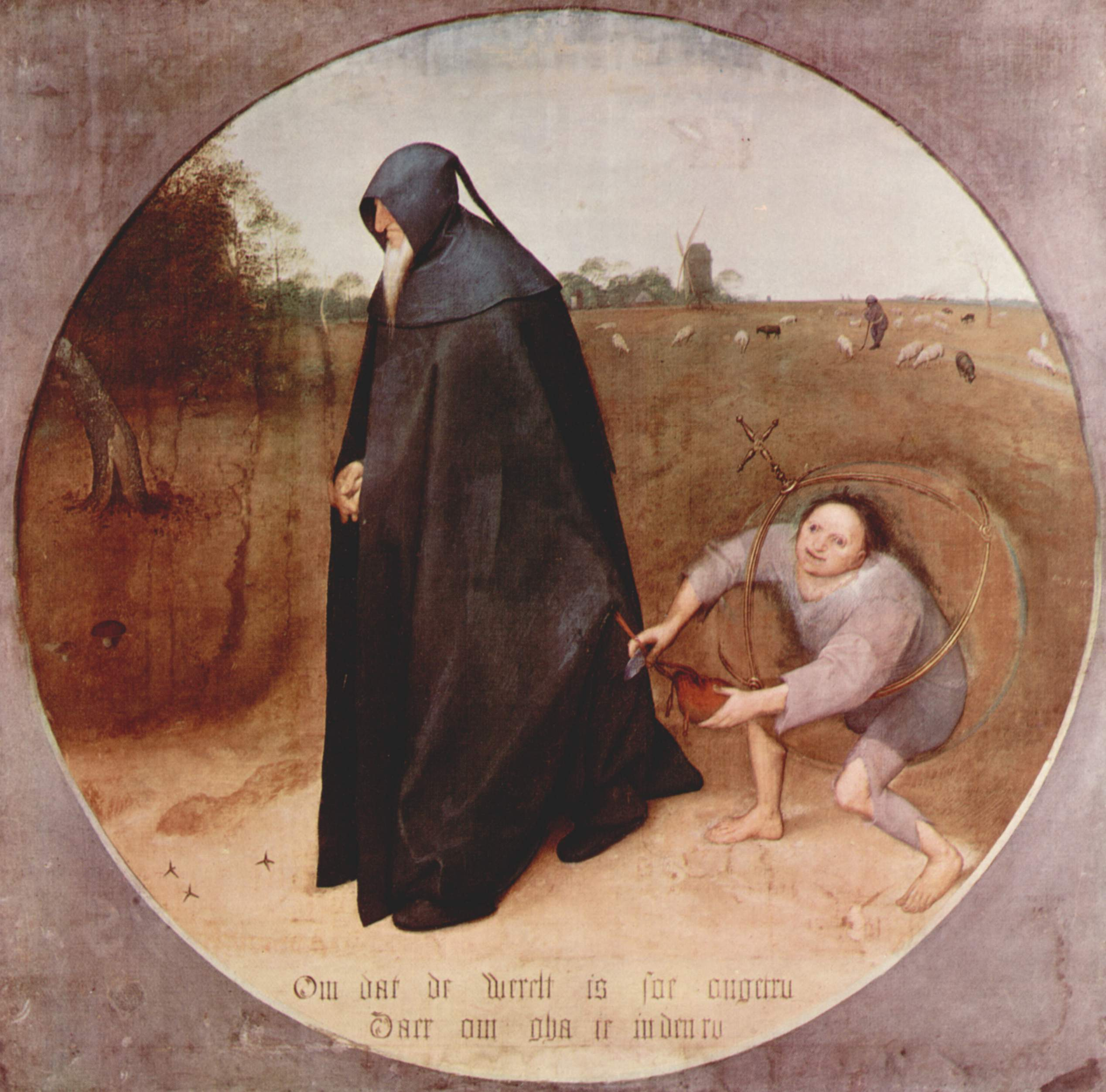
Een zakkenroller (beurzensnijder) op een schilderij van Pieter Bruegel de Oude

Een zakkenroller is een dief die gespecialiseerd is in het ongemerkt stelen van portefeuilles, horloges, brillen en andere zaken van waarde die zijn slachtoffer op het lichaam, in de kleding of in tassen bij zich draagt.

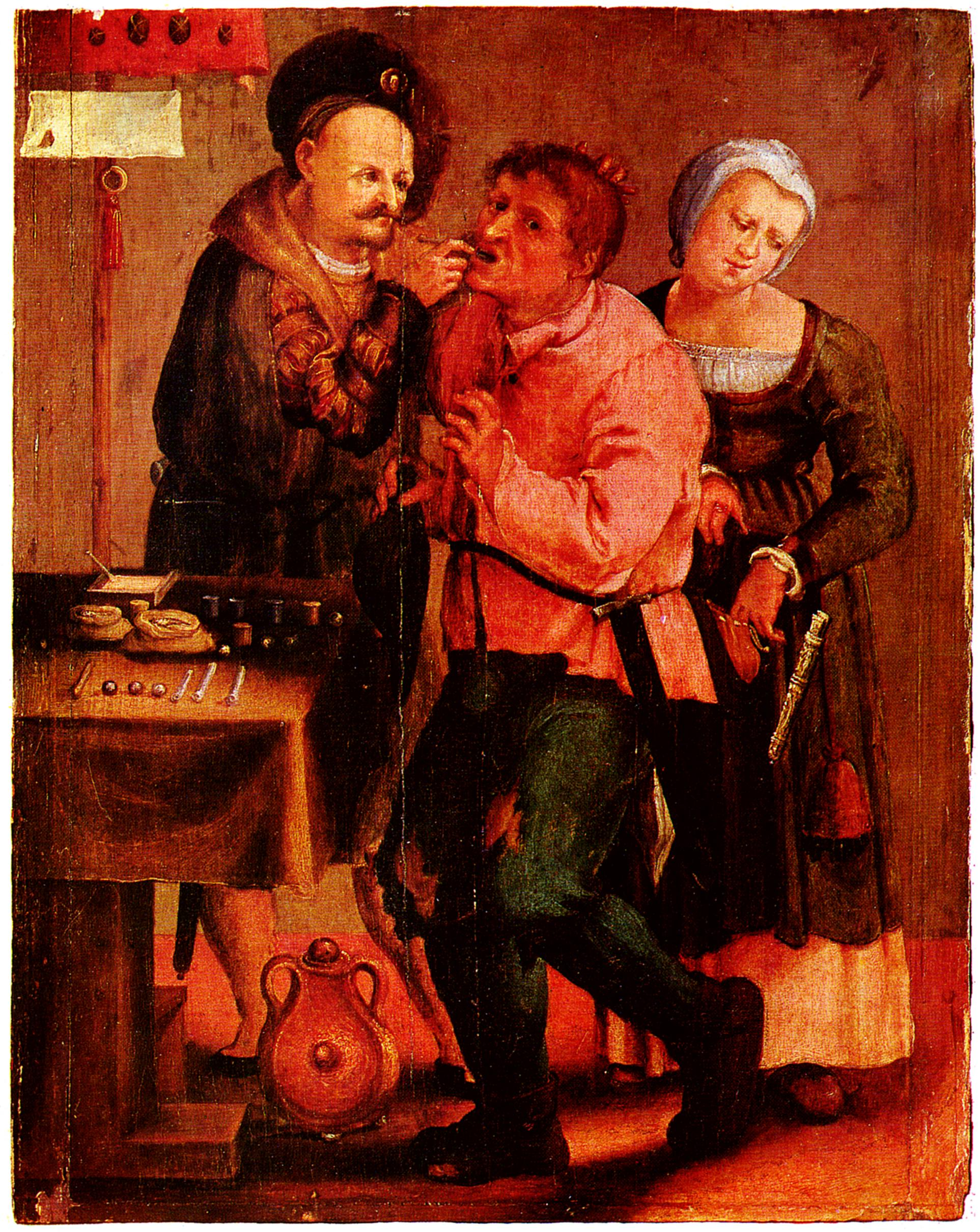
De tandentrekker, Johann Liss, ca. 1616-1617

Zakkenrollers zullen meestal in teams opereren, gebruikmakend van afleiding, straatlawaai, gedrang. 
Vaak wordt het slachtoffer van tevoren uitgekozen en gevolgd. Het ideale slachtoffer is alleen en heeft de buit op een makkelijk bereikbare plaats zoals een handtas, een portemonnee of telefoon in een boodschappentas bovenop de boodschappen, of in een rugzak of achterzak. Terwijl de een het slachtoffer aan de praat houdt (bijvoorbeeld door te vragen hoe laat het is, waardoor het slachtoffer zijn hand niet op zijn broekzak kan houden), houdt de tweede een kledingstuk voor zijn hand en rolt de portemonnee, terwijl de derde erbij staat zodat anderen niet kunnen zien wat er gebeurt en om een oogje in het zeil te houden mocht er politie in de buurt zijn. De buit wordt vlug opgeborgen en de drie gaan snel uit elkaar, om de truc later bij een ander te herhalen.
De truc komt in meerdere varianten voor:
- Sommige zakkenrollers opereren in druk OV waar de mensen dicht op elkaar staan en gedwongen veel lichaamscontact hebben, waardoor beroven makkelijker is. In een metrotunnel is bovendien geen telefoonbereik waardoor de politie niet gebeld kan worden.
- Banken en geldautomaten zijn ook geliefde lokaties omdat het slachtoffer dan gegarandeerd geld bij zich heeft. Het slachtoffer wordt bijvoorbeeld bij de automaat afgeleid waarop een handlanger een van de getrokken biljetten weggrist of de portemonee rolt. De slagingskans is hier nog groter omdat het slachtoffer dubbel is afgeleid door de transactie en door de handlanger die tegen hem aan staat te kletsen. Diefstal voor een geldautomaat is echter een hoger risico vanwege de camera´s. OV-kaartjesautomaten zijn geliefde alternatieven omdat hier ook het slachtoffer makkelijker af te leiden is en er vaak geen camera´s staan.
- Ook gebeurt het wel eens dat ongemerkt een vloeistof op de kleren van het slachtoffer wordt gespoten, vaak iets dat flink vlekt of stinkt (bijvoorbeeld verdunde ontlasting of een witte vloeistof die voor vogelpoep kan doorgaan). De oplichter maakt het slachtoffer er dan op attent dat er een vlek op diens kleren zit, en "helpt" met schoonmaken, wat uiteraard een kans is om de zakken van het slachtoffer te rollen.
- Een andere truc is de vrouwelijke zakkenroller die zich voordoet als prostituee en mannelijke voorbijgangers zogenaamd seksueel betast om hen op te winden; in werkelijkheid steelt ze dingen uit diens kleding of rolt een handlanger de zakken van het afgeleide slachtoffer.
- Ook shows van straatartiesten, ´per ongeluk´ tegen iemand opbotsen, of straatverkopers die toeristen aanklampen om zogenaamd dingen te verkopen kunnen afleidingsmanoevres zijn die handlangers de kans geven zakken te rollen.

## Varia
In vroeger tijden sprak men wel van ´beurzensnijders´ omdat zakkenrollers (avant la lettre) de riem of het touw waarmee de beurs aan de kleding was bevestigd, doorsneden. Dit lijkt tevens op het moderne fenomeen ´kettingrukken´ waarbij iemand op een snelle tweewieler de dure ketting van het slachtoffer in het voorbijgaan afrukt, maar dit laatste geschiedt openlijk en is dus openlijke beroving en geen zakkenrollen.
Sommige zeer bedreven, goedgeoefende, vingervlugge "zakkenrollers" zijn te vinden onder artiesten die het zakkenrollen openlijk op het podium als amusement bedrijven. Zo iemand, in feite een goochelaar, nodigt iemand op het toneel uit voor een babbeltje en ontfutselt hem inmiddels zijn eigendommen, die hij natuurlijk na afloop weer netjes teruggeeft.

## De buit
Zakkenrollers hebben het meestal voorzien op de portemonnee van het slachtoffer, of om preciezer te zijn, het geld dat daarin zit. Geld is immers niet na te trekken en kan direct uitgegeven worden. Sieraden, brillen en horloges worden soms ook gestolen omdat die nog te verkopen zijn. Telefoons zijn minder interessant omdat ze vaak gesimlocked zijn en direct geblokkeerd worden. Ook met bankpassen en creditcards kan een zakkenroller vaak niets omdat ze de pincode niet hebben en deze ook vaak meteen geblokkeerd worden. Rijbewijzen en dergelijken kunnen interessant zijn voor identiteitsfraude, maar dit is meestal niet het doel van de zakkenroller, hij wil snel geld.
Voor het slachtoffer is het verlies van het geld niet het ergste. De portemonnee bevat imers vaak ook bankpassen en creditcards. Deze moeten vervolgens geblokkeerd en opnieuw aangevraagd worden. Ook kan de portemonnee belangrijke documenten als rijbewijzen of vergunningen bevatten, die moeten vervolgens (tegen hoge kosten) opnieuw worden aangevraagd. Voor veel slachtoffers is het ergste het verlies van dierbare foto´s van (overleden) geliefden; die zijn onvervangbaar.
Een enkele keer heeft het slachtoffer "geluk" en duikt de portemonnee, minus het geld, later alsnog op.

## Voorkomen
Eenmaal gerold is er vaak niets meer aan te doen; de vogels zijn met hun buit gevlogen. In veel steden treedt de politie weliswaar tegen zakkenrollers op, maar dit weerhoudt hen niet en voor iedere gearresteerde (of gedeporteerde) zakkenroller staat de volgende dag een ander. Aangifte doen is natuurlijk altijd goed maar de kans dat het slachtoffer de zaken terugkrijgt is zo goed als nihil. Zakkenrollen kan men voorkomen door:
- Kostbaarheden niet zichtbaar bij zich te dragen;
- Kostbaarheden zo te dragen dat ze niet makkelijk gestolen kunnen worden, dus niet in de kontzak of bovenop de boodschappen maar in een rugtas die op de borst (dus niet op de rug) gedragen wordt;
- Kostbaarheden indien mogelijk thuis of in het hotel achter slot en grendel te laten;
- Te drukke plaatsen of plaatsen die een reputatie hebben dat er gerold wordt, vermijden;
- Voorzichtig zijn met vreemden die een praatje maken en altijd de kostbaarheden bewaken; het kan immers een afleidingsmanoevre zijn. Dit geldt vooral op drukke lokaties of wanneer men wordt aangesproken als men al met iets bezig is;
- Geldautomaten en kaartjesautomaten in slechte buurten vermijden. Wanneer men lastig wordt gevallen bij een automaat kan men het beste de transactie meteen afbreken en vertrekken).